# Aleksiej Korzuchin

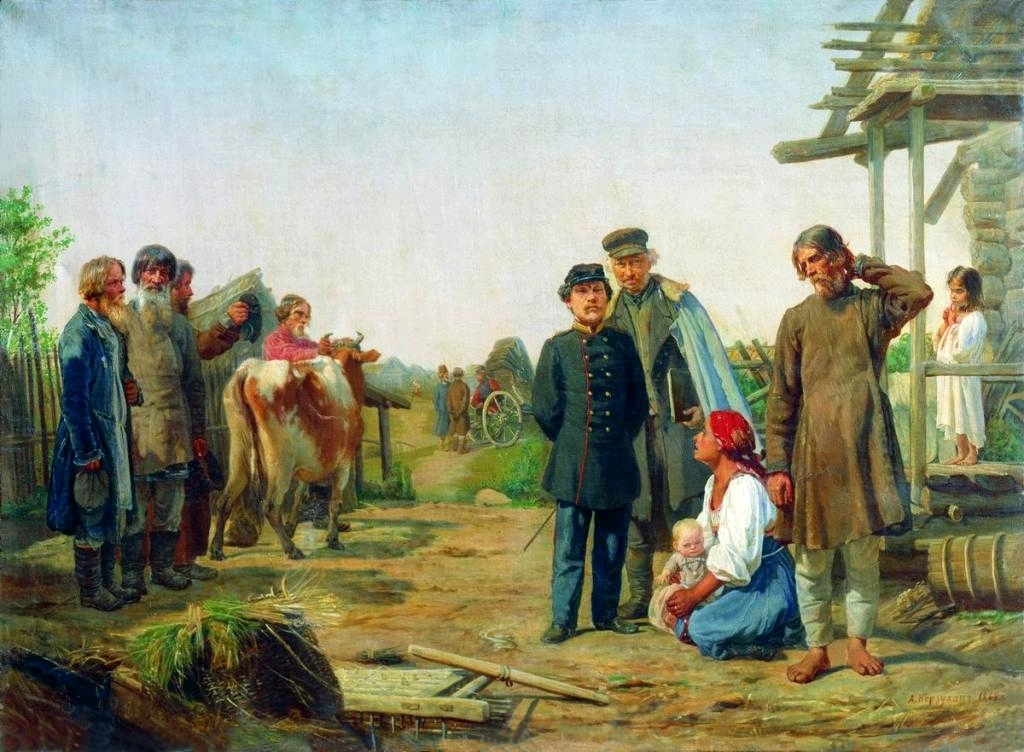
Pobór podatków (Zabierają ostatnią krowę). Obraz Korzuchina

Aleksiej Iwanowicz Korzuchin ros. Алексей Иванович Корзухин (ur. 11 marca?/23 marca 1835 w Uktusie, zm. 18 października?/30 października 1894 w Sankt Petersburgu) – rosyjski malarz.
Urodził się jako chłop pańszczyźniany na terenie osady przy hucie w Uktusie (dziś w granicach Jekaterynburga), do której to huty przypisany był jego ojciec. Początkowo uczył się w Jekaterynburgu, najpierw u malarza ikon, potem rysunku u miejscowego inżyniera. W 1858 podjął naukę w Akademii Sztuk Pięknych w Petersburgu jako płacący czesne uczeń. Dzięki otrzymaniu jeszcze w tym samym roku za swoje obrazy Małego srebrnego medalu, a rok później Dużego srebrnego medalu Akademii został zwolniony w 1860 z poddaństwa. W następnym roku otrzymał Mały złoty medal swojej uczelni. Pod koniec nauki studenci akademii, mający już w swym dorobku Mały złoty medal, mieli prawo startować w konkursie na Duży złoty medal, co dawało zwycięzcy przywileje i wysokie, wieloletnie stypendium zagraniczne. Jednakże w 1863 grupa kilkunastu najlepszych uczniów, w tym Korzuchin, manifestacyjnie odmówiła udziału w konkursie, sprzeciwiając się narzucaniu przez władze uczelni obowiązkowej tematyki konkursu, w postaci zadawania tematu z mitologii i wymogowi malowania ściśle wg kanonów akademizmu. W efekcie buntownicy otrzymali co prawda dyplomy ukończenia szkoły, ale nie mogli zostać na uczelni ani korzystać z jej pracowni. Grupa ta założyła w Petersburgu artel malarski, a Korzuchin aktywnie uczestniczył w jej działalności. Po rozpadzie artelu stał się jednym z założycieli pieriedwiżników, jednakże nie włączył się w działalność tego towarzystwa i szybko został z niego wykluczony za brak aktywności. W 1868 za swoją twórczość otrzymał tytuł akademika.
Najważniejszym kierunkiem twórczości Korzuchina było malarstwo rodzajowe, często przedstawiające sceny z życia rosyjskich chłopów. Istotną częścią jego dorobku stanowią portrety, zarówno chłopów, jak i osób ze sfer artystycznych i wyższych. Malował także dzieła o tematyce religijnej, m.in. malowidła ścienne w soborze Chrystusa Zbawiciela w Moskwie. 
Obrazy Korzuchin są w zbiorach Państwowego Muzeum Rosyjskiego, Galerii Tretiakowskiej i Kijowskiej Galerii Obrazów (Київська картинна галерея).